# Сарр, Теодор Адриен
Теодор Адриен Сарр (фр. Théodore-Adrien Sarr; род. 28 ноября 1936, Фадиут, Сенегал) — сенегальский кардинал. Епископ Каолака с 1 июля 1974 по 2 июня 2000. Архиепископ Дакара со 2 июня 2000 по 22 декабря 2014. Кардинал-священник с титулом церкви Санта-Лючия-а-Пьяцца-д’Арми с 24 ноября 2007.

## Биография
Родился 28 ноября 1936 года на острове недалеко от города Жоаль-Фадиут. Младший из 9 детей у своих родителей.
Учился в семинарии в Нгвазобиле и семинарии Либермана в Себихотане. Принял священнический сан 28 мая 1964 года. Получил диплом бакалавра в колледже Сент-Мари де Анн в Дакаре. В 1967 году окончил магистратуру Дакарского университета.
В 1964—1967 гг. директор семинарии в Нгазобиле. В 1968—1974 гг. директор семинарии в Себихотане.
Назначен епископом Каолака 1 июля, рукоположён 24 ноября 1974 года. Со 2 июня 2000 года архиепископ Дакара.
На консистории от 24 ноября 2007 года получил от Папы Бенедикта XVI сан кардинала (кардинал-священник Санта-Лючии).
Участвовал в конклаве 2013 года.
Сложил архиепископские полномочия 22 декабря 2014 года в связи с достижением предельного возраста.